# Богданци (Силистренская область)
Богданци (болг. Богданци) — село в Болгарии. Находится в Силистренской области, входит в общину Главиница. Население составляет 722 человека.

## Политическая ситуация
В местном кметстве Богданци, в состав которого входит Богданци, должность кмета (старосты) исполняет Димитр Русанов Асенов (Движение за права и свободы (ДПС)) по результатам выборов.
Кмет (мэр) общины Главиница — Насуф Махмуд Насуф (Движение за права и свободы (ДПС)) по результатам выборов.